# Bertrand Armand
Pour les articles homonymes, voir Bertrand II.
Bertrand Armand, est le 31e évêque d'Uzès, son épiscopat dure de 1249 à 1285. Il était prêtre et chanoine d'Uzès et prieur de Bagnols.

## Biographie
1249 Il fut élu la veille des kalendes de juin.
1262 Il fait hommage au roi, entre les mains de Gui de Rochefort, sénéchal de Beaucaire, pour le château de Montfrin.
1272 Il reçoit l'hommage de Raymond Gaucelin Ier d'Uzès, pour le château de Collias.
1274-1276 Les sénéchaux de Beaucaire, Raymond de Raurac et Jean Guerrel, prêtent serment entre ses mains.
1278 Il fonde le 5 juin, dans la cathédrale d'Uzès, une chapelle en l'honneur de saint Théodorit
1280 Il acquiert le 29 juin d'Éléazar III de Maltortel un huitième de la seigneurie d'Uzès lequel, joint au huitième acquis par son prédécesseur, forme le quart de ladite seigneurie.
1285 Il meurt.